# Tom & Jerry - Di nuovo a Oz
Tom & Jerry - Di nuovo a Oz (Tom and Jerry: Back to Oz) è un film d'animazione direct-to-video del 2016 prodotto da Turner Entertainment e distribuito da Warner Bros. Pictures Television Animation Distribution, sequel di Tom & Jerry e il mago di Oz (2011). Il film rende omaggio all'attore e doppiatore statunitense Joe Alaskey.
In Italia è stato trasmesso per la prima volta l'8 settembre 2017 su Cartoonito.

## Trama
Dopo la sconfitta della Strega Cattiva dell'Est e del suo esercito di scimmie volanti, Tom, Jerry, Dorothy, e i loro amici incontrano nuovamente i personaggi provenienti dal favoloso mondo di Oz, che uniscono le forze per salvare ancora una volta il palazzo smeraldino e tutto l'intero mondo di Oz; essi fanno ritorno alla Città di Smeraldo per recuperare la bacchetta di Glinda, la Strega Buona del Nord, finita nelle mani di un tirannico Re e dei suoi gnomi, e fare in modo di tornare a casa nel Kansas.

## Doppiaggio
| Personaggio               | Doppiatore originale                 | Doppiatore italiano   |
| ------------------------- | ------------------------------------ | --------------------- |
| Tom Cat                   | Spike Brandt                         | Spike Brandt          |
| Jerry Mouse               | Spike Brandt                         | Spike Brandt          |
| Dorothy                   | Grey Griffin Amy Pemberton (canzoni) | Veronica Puccio       |
| Mago di Oz                | Joe Alaskey                          | Carlo Reali           |
| Spaventapasseri (Hunk)    | Michael Gough                        | Guido Di Naccio       |
| Uomo di latta (Hickory)   | Rob Paulsen                          | Alberto Bognanni      |
| Leone codardo (Zeke)      | Todd Stashwick                       |                       |
| Re Gnomo (Mr. Bibb)       | Jason Alexander                      | Nanni Baldini         |
| Glinda                    | Frances Conroy                       |                       |
| Butch                     | Joe Alaskey                          | Fabrizio Temperini    |
| Droopy                    | Joe Alaskey                          |                       |
| Tuffy                     | Kath Soucie                          | Alessio De Filippis   |
| Regina dei Topi           | Amy Pemberton                        |                       |
| Zia Emma                  | Frances Conroy                       | Graziella Polesinanti |
| Zio Henry                 | Stephen Root                         |                       |
| Jitterbug (Calvin Carney) | James Monroe Iglehart                | Alessandro Pitoni     |